# Albió
|  | Aquest article tracta sobre el nom antic de la Gran Bretanya. Vegeu-ne altres significats a «Albió (Llorac)». |

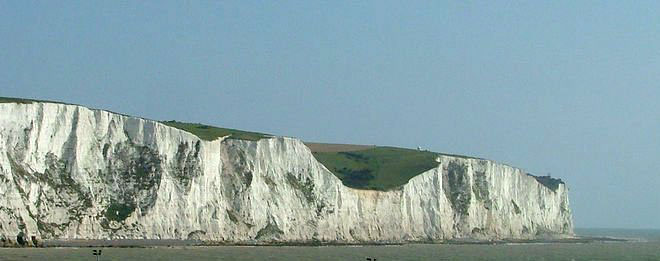
Els penya-segats blancs de Dover

Albió és el nom més antic amb què es coneix la Gran Bretanya, encara que de vegades és usat en referència al Regne Unit o, més concretament, a Anglaterra.

## Etimologia
L'origen del nom és celta, que té un cognat exacte en gal·lès: elfydd, que significa "terra, món" (de fet, el terme Albiorix significa "rei del món") i que té una arrel protoindoeuropea que tant pot denotar "blanc" com "muntanya".
Tanmateix, els romans, que hi devien accedir pel pas de Calais, en veure els penya-segats de Dover, d'un característic color blanc que ve donat pel guix i el sílex de les seves roques, van prendre la connexió amb la paraula albus ("blanc").
Els autors medievals van recuperar aquest nom a partir de textos de Plini el Vell o Claudi Ptolemeu.

## Altres usos del terme
El pejoratiu Pèrfida Albió pren el seu nom d'aquest antic significat.
També podem trobar diferents equips de futbol que inclouen aquest nom, com ara: Brighton & Hove Albion F.C., Burton Albion F.C., Plymouth Albion R.F.C., Stirling Albion F.C., Albion Rovers F.C. o West Bromwich Albion F.C.